# William Coleman (editor)
William Coleman (Boston, Massachusetts, 14 de febrero de 1766 – 13 de julio de 1829) fue un periodista estadounidense más conocido por ser el primer editor del periódico The New York Evening Post (conocido actualmente como New York Post).